# Toute petite section
Pour les articles homonymes, voir TPS et PS1.
 (mai 2021).
Si vous disposez d'ouvrages ou d'articles de référence ou si vous connaissez des sites web de qualité traitant du thème abordé ici, merci de compléter l'article en donnant les références utiles à sa vérifiabilité et en les liant à la section « Notes et références ».
En France, la toute petite section (abrégée TPS ou PS1) est la première année, facultative, de scolarisation des enfants lorsqu'ils atteignent 2 ans. Elle existe plus particulièrement dans les régions où la scolarisation des enfants de 2 ans est quasiment systématique.
Dans certaines écoles, les élèves de TPS sont directement scolarisés en PS, qu'ils effectuent deux fois.

## Programmes
Pour les tout-petits, il s'agit de découvrir le monde de l'école, de se socialiser (découverte des autres, du fonctionnement d'un système extérieur à la famille).
Il n'y a pas d'horaires obligatoires à l'école maternelle, mais quelques grands domaines incontournables sont définis par les programmes :
- S'approprier le langage
- Découvrir l'écrit
- Devenir élève
- Agir et s'exprimer avec son corps
- Découvrir le monde
- Percevoir, sentir, imaginer, créer